# Tim Pickett
Tim Lenard Pickett (Daytona Beach, 18 aprile 1981) è un ex cestista statunitense.

## Carriera
Pickett ha frequentato il college di Florida State per poi essere scelto ai Draft NBA 2004 dai New Orleans Hornets (n° 44).
Approda ai Crabs Rimini per sostituire Odartey Blankson nel febbraio 2006, in quella che è la sua seconda esperienza europea, dopo la parentesi all'ASVEL Villeurbanne, club francese con cui ha esordito in Eurolega.
Dopo 5 partite in Italia, Pickett viene però trovato positivo alla cannabis in un controllo relativo alla trasferta di Caserta (vittoria riminese per 104-92) nell'aprile del 2006.
Costretto a saltare il resto della stagione, Pickett dà la disponibilità a tornare, da "pulito", la stagione successiva.
Torna per l'annata 2006-07 a squalifica scontata, ed è il primo terminale offensivo della formazione riminese che quell'anno sfiorò la promozione in Serie A. Durante le vacanze di Natale di quella stagione si è però trattenuto negli States prolungando la sua permanenza di qualche giorno in più, adducendo motivi personali e tornando a Rimini in ritardo.
Nella stagione 2007-08 ha giocato nell'Andrea Costa Imola, formazione militante nella Legadue italiana, risultando il miglior marcatore del campionato con 22,4 punti di media.
Per la stagione 2008-09 e per quella successiva firma un contratto con la Solsonica Rieti nella massima serie italiana, ma non si presenta al ritiro della squadra adducendo problemi familiari. Dopo qualche giorno si accorda con i bulgari del Lukoil Sofia. Nel febbraio del 2009 passa in Cina nello Shanxi Zhongyu, poi ha una parentesi in Giordania prima di tornare in Cina e giocare poi in estate nel campionato portoricano. Inizia la stagione 2010-11 in Israele con l'Ironi Ashkelon, ma dopo 7 partite lascia la squadra: la sua carriera continua con un ulteriore ritorno sul suolo cinese, poi una tappa in Venezuela nel giugno 2011, Filippine a luglio (dove giocò solo un paio di partite per via di un infortunio) e nuovamente Cina dal gennaio al marzo 2012.